# SMPTE 292
SMPTE 292는 SMPTE에서 발표한 디지털 비디오 전송선로 표준이다. 이 기술 표준은 일반적으로 HD-SDI라고 한다. 이는 텔레비전 스튜디오 환경에서 압축되지 않은 디지털 비디오 및 오디오를 전송하는 데 사용되는 동축 케이블을 기반으로 하는 시리얼 디지털 인터페이스를 정의하는 표준 제품군의 일부이다.
SMPTE 292는 SMPTE 259 및 SMPTE 344를 확장하여 1.485Gbit/s 및 1.485/1.001Gbit/s의 비트 전송률을 허용한다. 이러한 비트 전송률은 압축되지 않은 고화질 비디오를 전송하는 데 충분하며 종종 사용된다.

## 명칭
"M" 지정자는 원래 미터법 치수를 나타내기 위해 도입되었다. 더 이상 목록이나 파일 이름에 사용되지 않는다. 국제 단위계(SI)의 단위는 모든 SMPTE 엔지니어링 문서에서 선호되는 측정 단위이다.

## 기술적 세부사항
SMPTE 292 표준은 명목상 1.5Gbit/s 인터페이스이다. 두 가지 정확한 비트 전송률이 정의된다. 1.485Gbit/s 및 1.485/1.001Gbit/s. 기존 NTSC 시스템과 상위 호환이 가능하도록 SMPTE 292가 59.94Hz, 29.97Hz 및 23.98Hz의 프레임 속도로 비디오 형식을 지원할 수 있도록 1/1.001 인수가 제공된다. 1.485Gbit/s 버전의 표준은 60Hz, 50Hz, 30Hz, 25Hz 및 24Hz를 포함하여 널리 사용되는 다른 프레임 속도를 지원한다.
또한 이 표준은 초당 50/60 프레임 1080P 애플리케이션에 대해 3Gbit/s의 공칭 비트 전송률을 정의한다. 이 버전의 인터페이스는 사용되지 않으며 상업적으로 구현되지도 않았다. 대신 SMPTE 372로 알려진 SMPTE 292M의 듀얼 링크 확장 또는 SMPTE 424로 알려진 두 배 빠른 버전이 예를 들어 1080p60 애플리케이션에 사용된다.

## 같이 보기
- 시리얼 디지털 인터페이스